# Danske demonstrationer og reaktioner i forhold til Vietnamkrigen
De danske demonstrationer mod Vietnamkrigen varede fra 1964 til 18. april 1975.
Ingen krig før Vietnamkrigen fik mediernes opmærksomhed som Vietnamkrigen, da den brød ud. Det skyldes bl.a. fjernsynets udbredelse i den vestlige verden. Tressernes stigende velfærd og fjernsynets udbredelse som direkte konsekvens gav befolkningen mulighed for at følge krigens udvikling dagligt gennem det statsmonopolstyrede radio- og fjernsynsorgan DR's TV-avis.
Sammen med den massive mediedækning og tressernes opgør med autoriteterne foregik der også i Danmark demonstrationer, modstand og afstandtagen fra Vietnamkrigen under det spirende ungdomsoprør. Første demonstration i Danmark fandt sted 5. august 1964 foran USA's ambassade i København efter Tonkinbugtaffæren og USA's første bombardementer af Nordvietnam.

## Demonstrationer og modstand
Fra første demonstration i 1964 til sidste demonstration 18. april 1975 (lige inden krigens afslutning 30. april 1975) viste danske demonstranter og aktivister deres modstand og foragt for krigen.
En af de mest omtalte demonstrationer fandt sted i maj 1969 foran Sagabiografen på Vesterbrogade i København. Biografen forsøgte at vise en efter demonstranternes opfattelse krigsromantiserende spillefilm (dansk titel: ” De Grønne Djævle”) om Vietnamkrigen. Efter kampe mellem aktivister og politi med bistand fra rockergruppen ” De Vilde Engle” blev filmen taget af programmet, da Saga ikke ønskede flere problemer og negativ omtale.

### Vietnambevægelserne
I 1965 opstod Vietnambevægelsen, som hurtigt splittedes og fremstod som flere forskellige organisationer. De vigtigste var De Danske Vietnamkomitéer, der udviklede sig i en radikal "antiimperialistisk" retning, og Vietnam 69 med medlemmer fra Socialistisk Folkeparti, Det Radikale Venstre og Socialdemokratiet, der lå nærmere de parlamentariske partier på venstrefløjen. Begge organisationer viste modstand mod krigen gennem penge- og underskriftindsamlinger, protestmøder og demonstrationer. Bevægelsen, som nåede et højdepunkt 1967-68 og ebbede ud i 1972, kom indirekte til at påvirke dansk politik, som gradvis blev mere kritisk over for USA's militære engagement i Vietnam. 

### Russell-tribunalet
Ud over demonstrationer og happenings blev der, trods modstand fra J.O Krags socialdemokratiske regering, afholdt en høring arrangeret af Russell-tribunalet. Den fandt sted i Roskilde i november 1967 og vedrørte USA og dets allieredes formodede krigsforbrydelser under Vietnamkrigen. Russell-tribunalet afholdt i øvrigt møder forskellige steder i Europa som i Stockholm. Den danske regerings modstand mod Russel-tribunalet bundede i, at USA havde advaret mod mødet, der ville kunne påvirke Danmarks medlemskab af NATO negativt.

## De danske regeringer
De danske regeringer forholdt sig mere eller mindre passivt til USA og dets allieredes engagement i Vietnamkrigen, indtil den socialdemokratiske regering under Jens Otto Krag fra 11. oktober 1971 begyndte at udtrykke afstandtagen og kritisk holdning. Den voksede under Krags afløser Anker Jørgensen. I efteråret 1972 anerkendte Folketinget den nordvietnamesiske regering.

### PET
Den danske efterretningstjeneste PET kontrollerede, tjekkede og registrerede så vidt muligt alle, som var involveret i modstanden mod Vietnamkrigen. Det var hovedsageligt almindelige danskere, som tilfældigt var anholdt ved demonstrationer. Også ”offentlige” personer – kunstnere og politikere, som ytrede sig negativt om Vietnamkrigen - blev registreret af PET, som samlede oplysninger i personregistre over systemfjendske og kommunistiske aggressorer til fare for landet og verdensordenen. PET's personregistreringer vurderes i eftertiden som både overdrevne og særdeles ukritiske med hensyn til omfanget af registrerede personer, da krigsmodstanderne kunne findes i en meget bred del af den danske befolkning. 

## Meningsmålinger
Den stigende modstand mod Vietnamkrigen kunne løbende aflæses af meningsmålinger. I sommeren 1965 blev et udsnit af Danmarks befolkning spurgt, om de var ”for eller imod den politik USA førte i Vietnam”. 46 % svarede, at de var imod og 13 % var for. I 1966 var 51 % imod og 10 % for.